# دوران المحرك
دوران المحرك هو شكل من أشكال الدوران الزخرفي. قد تستخدم تقنية التشطيب مخارط أو محركات لإنتاج نمط. غالبًا ما يكون الألومنيوم هو المعدن المختار للتزيين. وقد تم استخدام هذه التقنية في مختلف الصناعات، بما في ذلك التحقق من الطائرات والوثائق.

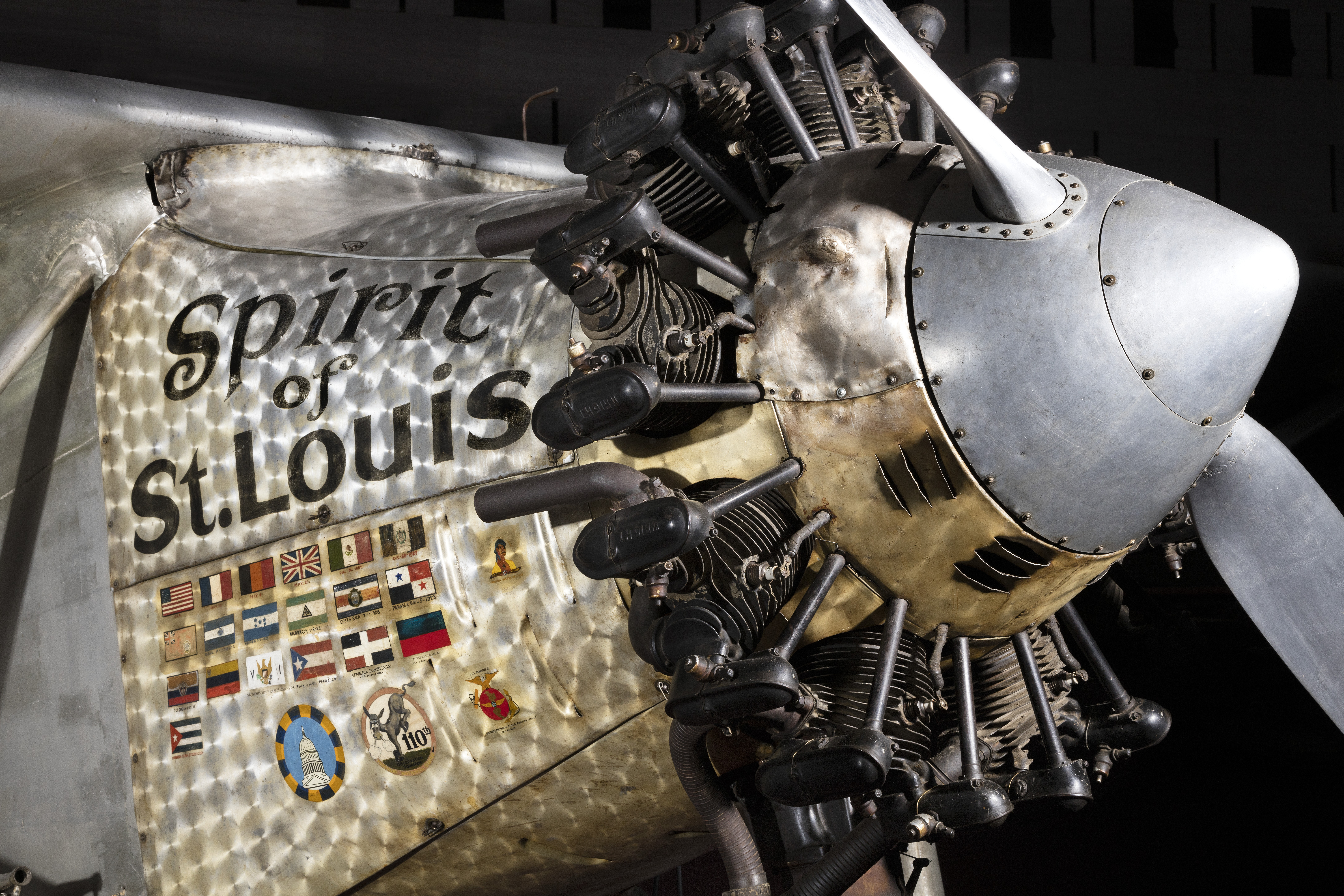
طائرة تشارلز ليندبيرغ الشهيرة، روح سانت لويس. النمط الموجود على الألواح المعدنية هو أحد أنواع دوران المحرك.

## وصف
دوران المحرك هو شكل من أشكال الدوران الزخرفي. تطبق هذه التقنية هندسيًا أداة قطع أحادية النقطة لإنتاج نمط تشطيب سطح معدني مزخرف.
تقليديًا، يشير تدوير المحرك إلى نقش غيوشيه. وفي القرن العشرين، أصبحت تشير أيضًا إلى عملية بيرلي المختلفة (المعروف أيضًا باسم التبقع، ترصيع بالمجوهرات، والبيرلاج)، وهو نمط هندسي دقيق من الدوائر المتداخلة المتآكلة على السطح.

### معدات
يمكن إجراء تدوير محرك (guillochés) باستخدام آلات مختلفة، بما في ذلك المحركات الوردية، ومحركات الخط المستقيم، ومحركات الديباج، ومخارط الزينة. يستخدم بيرلاج قرصًا دوارًا كاشطًا أو ودسار.

### مادة
غالبًا ما يكون الألومنيوم هو المعدن المختار لتزيين المجوهرات، ولكن أي شيء مناسب  يمكن تشكيل السطح بدقة لإنتاج أنماط متكررة معقدة توفر اهتمامًا عاكسًا وتفاصيل دقيقة.

## استخدامات

### طائرات

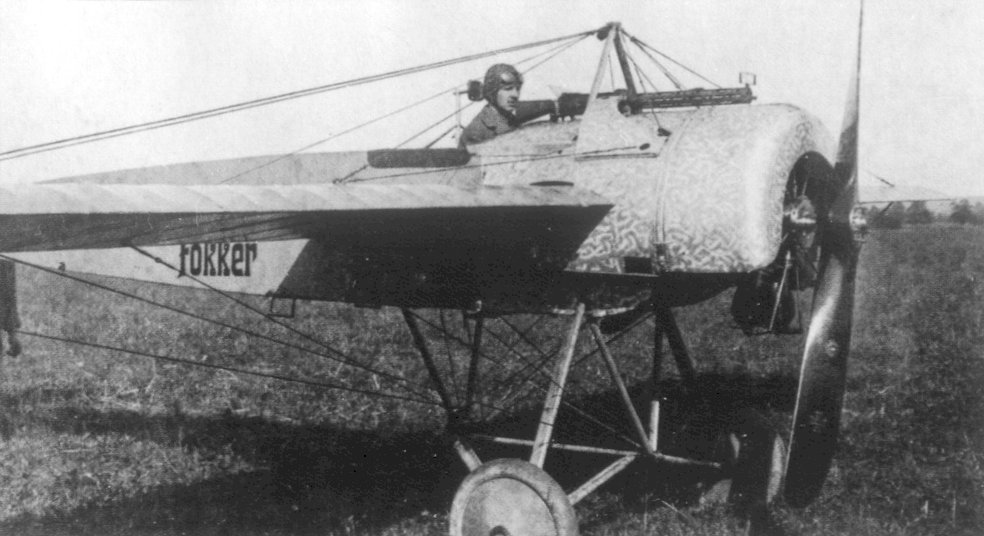
طائرة من طراز (Fokker E.II) في أواخر عام 1915، مزودة بمحرك "سحب" يعمل على تشغيل غطاء المحرك والصفائح المعدنية المرتبطة به.

تم استخدام دوران المحرك من طراز بيرليه على الألواح المعدنية من الصفائح المعدنية لغطاء المحرك (قلسنوة المحرك) في طائرة تشارلز ليندبيرغ، روح سانت لويس.
أجزاء الصفائح المعدنية من سلسلة الطائرات المقاتلة من طراز (Fokker Eindecker) في الحرب العالمية الأولى، خاصة حول غطاء المحرك والصفائح المعدنية المرتبطة به، يُشار إليها بوجود شكل "سحب" من دوران المحرك يغطيها بالكامل. تم تحريك أداة إنشاء "الدوامات" بشكل متكرر على طول مسار قصير وغير منتظم في كل مرة أثناء الضغط عليها على المعدن، لإنشاء المظهر المعقد الذي كان مميزًا لأجزاء الصفائح المعدنية للطائرة. ويُعتقد جزئيًا أنها كانت طريقة ميكانيكية "لتكسية" لوحة من الصفائح المعدنية مصنوعة من سبائك دورالومين بطبقة من الألومنيوم النقي، للحماية من التآكل.

### سيارات

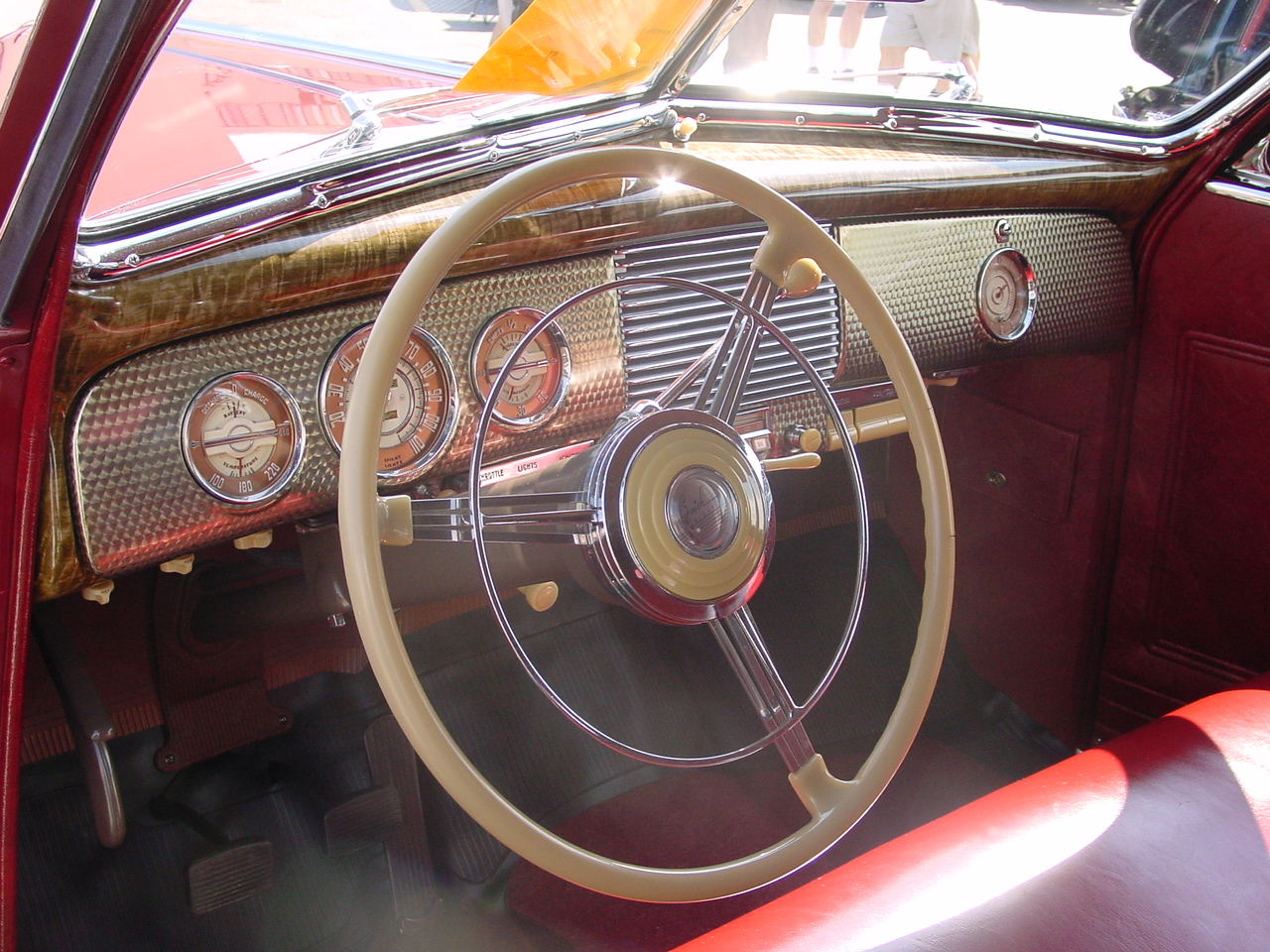
سيارة بويك سوبر كوبيه قابلة للتحويل عام 1940 مع نمط بيرليه على لوحات لوحة القيادة ، استخدمه بويك في عامي 1940 و1941.

في العشرينيات والثلاثينيات من القرن الماضي، تم تزيين أجزاء السيارة مثل أغطية الصمامات، الموجودة أعلى المحرك مباشرة، أيضًا بتدوير المحرك. وبالمثل، غالبًا ما كانت لوحات العدادات أو لوحة العدادات نفسها ممزقة. يقوم المصممون أيضًا بتزيين سياراتهم بالمثل بألواح مُدارة بمحرك (perlage).

### وثائق
غالبًا ما يتم دمج النقوش الناتجة عن تدوير المحرك في تصميم الأوراق النقدية وغيرها من المستندات عالية القيمة، مما يجعل التزييف أمرًا صعبًا. تسمى الرسومات الناتجة (guillochés).

### أسلحة النارية

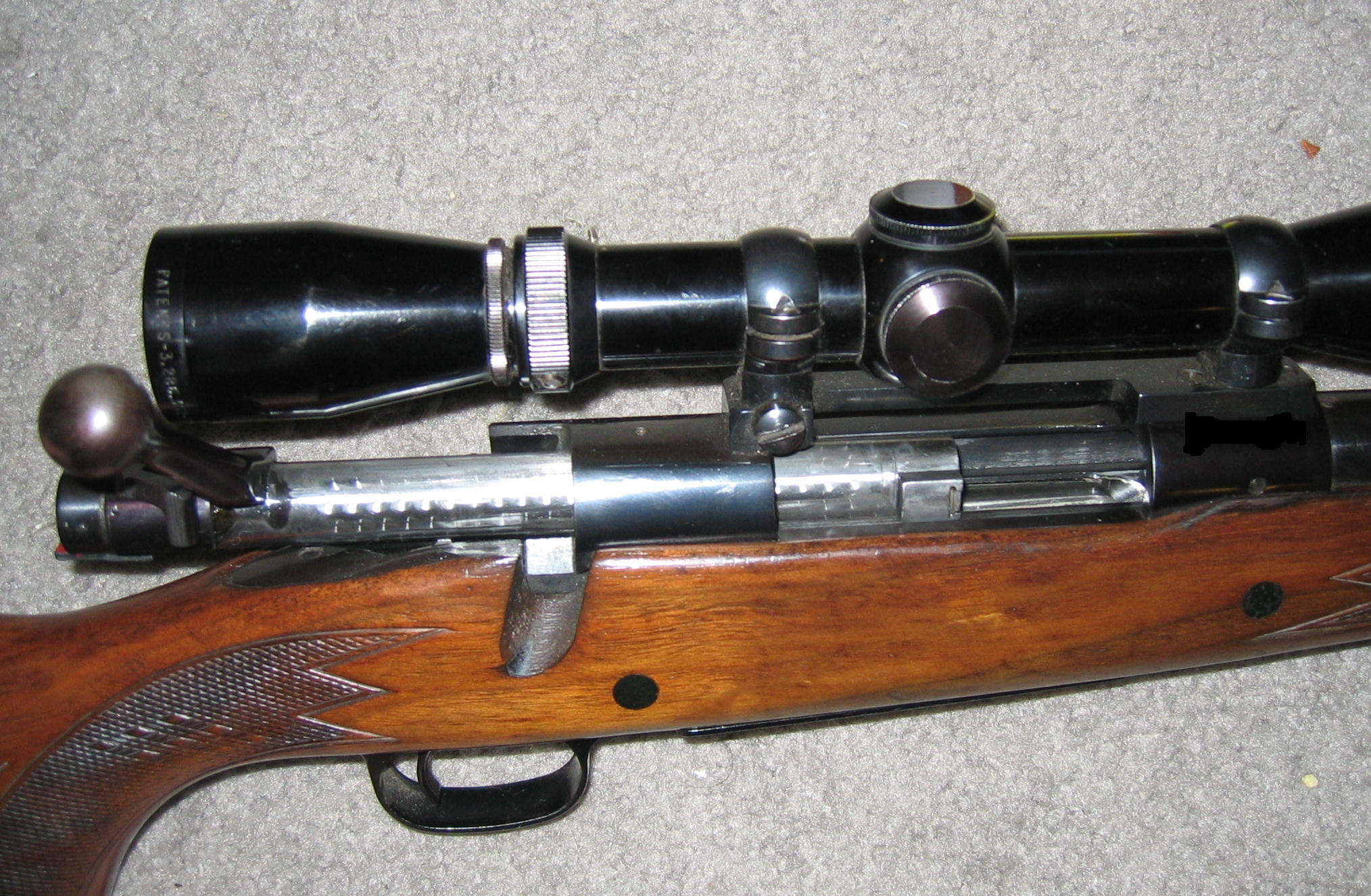
بندقية حركة الترباس مع وضع الترباس مفتوح، وتفاصيل المجوهرات على سطح الترباس.

يتم استخدام دوران محرك بيرلاج أيضًا في العديد من مكونات الأسلحة النارية لمنع التآكل عن طريق الاحتفاظ بآثار الزيوت ومواد التشحيم على السطح، مما يؤدي بدوره إلى سطح مصقول مما يؤدي إلى التشغيل السلس.

### صناعة الساعات
تعتبر تقنيات (Guilloché) و(perlage) من التقنيات التقليدية المستخدمة في صناعة الساعات.

## أنظر أيضا
- غيلوشيه
- بيرلي
- مخرطة محرك الورد

## روابط خارجية
تشغيل المحرك على YouTube بواسطة The Unemployed Prop Guy